# Fernandinha (futebolista)
Fernanda Caroline da Silva (Jundiaí, 2 de novembro de 1993), conhecida como Fernandinha ou apenas Fernanda, é uma jogadora de futebol brasileira.

## Biografia e carreira
Fernanda é natural de Jundiaí, no estado de São Paulo. Ela iniciou sua carreira no Saad São Caetano em 2009. Depois de jogar pelo Palmeiras e pelo Centro Olímpico, mudou-se para a Suécia antes da temporada de 2012, assinando pelo Assi IF.
No dia 7 de dezembro de 2018, após seis temporadas consecutivas no Assi IF, Fernanda ingressou no Piteå IF. Em 4 de janeiro de 2021, ela se mudou para Vittsjö GIK, mas deixou o clube no final da temporada, para retornar ao seu país de origem.
Durante dua passagem pela Suécia, na temporada de 2018, Fernanda foi eleita a “Melhor Meio-campista do Ano” do Campeonato Sueco.
No dia 2 de fevereiro de 2022, Fernanda foi anunciada no Santos. Titular durante a maior parte da campanha, ela deixou o clube no dia 21 de dezembro, e assinou pelo Corinthians sete dias depois.